# Trygve Lindeman
Trygve Lindeman   (Christiania, 3 de novembre de 1896 - Oslo, 24 d'octubre de 1979) fou un violoncel·lista, director d'orquestra i musicòleg noruec pertanyent a la Lindeman (nissaga de músics) i fou director del conservatori de música d'Oslo durant dues generacions.
Després de passar l'examen de qualificació universitària, va estudiar enginyeria civil a l'Institut Noruec de Tecnologia i després va passar a estudiar música el 1916 al Conservatori de Música d'Oslo sota Gustav Fredrik Lange. També va estudiar a la Royal Danish Academy of Music de Copenhaguen sota Carl Nielsen. Va debutar com a violoncelista el 1925, i el 1928 es va fer càrrec del lideratge del Conservatori de Música d'Oslo del seu pare, Peter Brynie Lindeman. Va dirigir el conservatori fins a 1969. Lindeman i la seva esposa, Marie Louise née Swensen, no tenien fills i així van establir la Lindeman Fundació (noruec: Lindemans Legat) i va convertir la direcció del conservatori a Anfinn Øien, que va dirigir l'escola fins que va ser tancada i succeïda per l'Acadèmia Noruega de Música el 1973. La "tradició Lindeman" en la música noruega va ser conreada per Trygve Lindeman, que creia que tothom era capaç de tocar, compondre i comprendre la teoria de la música i practicar la pedagogia. Lindeman va ser un francmaçó i va ocupar la posició de mestre maçoner a la seva residència durant molts anys.

## Premis
- Medalla Reial del Mèrit d'Or, 1953
- Reial Orde Noruec de Sant Olaf, Primera classe, 1967